# Хозяйственное мыло

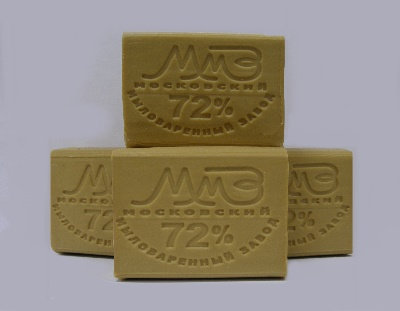
Мыло с содержанием жирных кислот 72 %

Мыло хозяйственное — сорт мыла, предназначенного для стирки хлопчатобумажных и льняных тканей, и других специальных целей. Содержит жирные кислоты не более 76 %. Свободной щёлочи 0,15—0,20 %, вследствие чего имеет высокий водородный показатель (pH) 8,5-9,0. Обладает антибактериальными свойствами. В СНГ в соответствии с ГОСТ 30266-95 хозяйственное мыло подразделяется на три категории в зависимости от содержания жирных кислот: I категория должна иметь не менее 70,5 % жирных кислот, II категория — 69,0 %, III — 64,0 %. Хозяйственное мыло получают охлаждением мыльного клея.

## История
Мыло, которое сейчас называют хозяйственным, также называется марсельским — впервые его начали выпускать в Марселе. Мыловаренная промышленность появилась в Провансе уже в средние века. В этом регионе производили основные ингредиенты мыла — оливковое масло и соль. В XVI веке Марсель стал первым официальным производителем мыла во Франции. В 1688 году король Людовик XIV выпустил указ, который запрещал использовать для изготовления мыла жиры животного происхождения; должно было использоваться только оливковое масло. Нарушение этого закона грозило человеку закрытием его дела и изгнанием из Прованса.
Золотой век марсельского мыла наступил в период Великой французской революции, когда оно составило серьёзную конкуренцию английскому мылу из пальмового масла, и парижскому мылу, основным ингредиентом которого было арахисовое масло. Вскоре эти и другие растительные масла начали поступать в Марсель, и на местных мыловарнях стали разрабатывать новые рецепты изготовления мыла.
В СССР основным компонентом хозяйственного мыла был жир — свиной, говяжий, бараний, рыбий.
В России для изготовления хозяйственного мыла по ГОСТ допускается использование жирных кислот животного происхождения

## Виды
Твёрдое:
- Пилированное 72 % (жирных кислот) — классический сорт хозяйственного мыла. Является наилучшим.
- Пилированное соапсточное 76 %.
- Непилированное 60, 47 или 40 %.

Порошкообразное:
- Мыльный порошок — используется в металлургии.
- Мыльная стружка — в металлургии и для протягивания проволоки.
- Мыльная стружка для стирки тонких тканей.

Жидкое:
- 1-го сорта — применяется для мойки шерсти и в металлургии.
- Специальное калийное — используется в медицинских и ветеринарных целях, и для борьбы с вредителями растений.

## Производство
На первом этапе производства хозяйственного мыла происходит реакция омыления: в большом котле смешивают масло и жиры; затем смесь в течение десяти дней варят при температуре около 121°С. Продукт, который получается на этом этапе, называют клеевым мылом. Затем смесь обрабатывают раствором щёлочи. Получившееся вещество должно постоять в течение двух дней, после чего его обрабатывают чистой водой (этот шаг был обязательным при изготовлении оригинального марсельского мыла, но сейчас используется не всегда), и, пока смесь ещё горячая (50-70°С), переливают её в большие формы, в которых она в течение двух дней застывает. После этого мыло можно резать на куски и отправлять на продажу. Весь цикл производства мыла занимает от 14 дней до месяца. Так как сегодня хозяйственное мыло часто делают из клеевого мыла, длительность процесса значительно сократилась.